# Mackay (Australia)
Mackay (/məˈkeɪ/) è una città nella regione di Mackay sulla costa orientale o del Mar dei Coralli del Queensland, in Australia. Si trova a circa 970 chilometri (603 miglia) a nord di Brisbane, sul fiume Pioneer. Mackay è descritta come nel Queensland centrale o nel Queensland settentrionale, poiché queste regioni non sono definite con precisione. Più in generale, l'area è conosciuta come la regione di Mackay–Whitsunday. Mackay è soprannominata la capitale australiana dello zucchero perché la sua regione produce più di un terzo dello zucchero australiano.
La città prende il suo nome da John Mackay (1839 – 1914) un esploratore scozzese.